# گرگریو ریچی-کورباسترو
گرگریو ریچی کورباسترو (به ایتالیایی: Gregorio Ricci-Curbastro) (زاده ۱۲ ژانویه ۱۸۵۳ – درگذشته ۶ اوت ۱۹۲۵) ریاضی‌دانی ایتالیایی بود که بیشتر به عنوان مبدع حساب تانسورها مشهور است اما پیدایش حساب تانسورها در علم دینامیک به کارهای لاگرانژ و ریمان بازمی‌گردد.